# KB Home
KB Home ist ein US-amerikanisches Bauunternehmen, das sich auf den Bau von privaten Eigenheimen spezialisiert hat. Das börsennotierte Unternehmen KB Home wurde ursprünglich 1957 als Kaufman & Broad in Detroit gegründet und unterhält heute seinen Hauptsitz in Los Angeles. KB Home hat laut eigenen Aussagen seit seiner Gründung über 600.000 Häuser errichtet und ausgehändigt. Im Jahr 1967 expandierte das Unternehmen nach Frankreich. Seit 2007 ist die dortige Niederlassung als Kaufman & Broad selbstständig. KB Home unterhält Partnerschaften mit Unternehmen wie AT&T, Carrier, Louisiana Pacific oder Schneider Electric, die mit der Erstausstattung der Gebäude beauftragt werden.
Im Jahr 2001 wurde KB Home in eine rechtliche Auseinandersetzung verwickelt, nachdem Hauseigentümer im texanischen Arlington entdeckten, dass ihr Baugrund durch alte Munition verseucht ist. Die US-Streitkräfte hatten das Gelände in den 1940er und 1950er zu Übungszwecken für Bombenabwürfe genutzt. Das United States Army Corps of Engineers wurde mit der Bergung der Munition beauftragt.